# 김신조
김신조(金新朝, 1942년 6월 2일 ~ 2025년 4월 9일)는 북한 출신의 전향한 남파 무장공작원이었다. 대남공작 특수부대인 124군부대 소속의 특수부대원으로서 1·21 사태의 주범인 31명 중 한 명이었다. 사태 진압 과정에서 생포되어 대한민국으로 귀순한 뒤, 기독교 목사로 살다가 2025년 세상을 떠났다.

## 생애

### 북한에서
1942년 6월 2일 함경북도 청진에서 출생하였고 평안남도 순천에서 잠시 유아기를 보낸 적이 있으며 만 5세 시절 평안남도 평양에 이주하여 성장했다. 
김신조는 성장 후 해발 1000m 이상 되는 산에 혼자 들어가 살아남는 특수부대 훈련을 받았다고 한다. 당시 북한은 해당 훈련을 받았던 10만 명의 요원 중 최정예 31명을 선발해 민족보위성 정찰국 직속의 대남공작 특수부대인 124군부대를 만들었는데, 김신조는 이 최정예 31명 중 한 명으로 124군부대에 소속되어 있었다. 당시 계급은 소위. 124군부대는 남한습격과 정부요인 살해가 주임무였다. 대한민국에 게릴라 작전을 나갈 것을 염두에 두고 훈련을 받았으며, 당시 김신조는 육상침투 중 문산~고양 일대의 침투를 담당하여 훈련 받았다고 한다. 이들은 청와대 습격 및 대통령 암살을 위한 대한민국으로의 침투 직전, 혈서로 '수령 동지의 명령대로 임무를 수행할 것을 맹세함'이라고 작성한 뒤 본격적인 침투를 시작했다.

### 1·21사태

#### 작전

##### 1월 17일
북방한계선을 넘은 김신조와 124군부대원들은 철저한 은엄폐를 위해 밤에는 이동하고 낮에는 무덤을 파고 들어가 휴식을 취하며 이동했다.

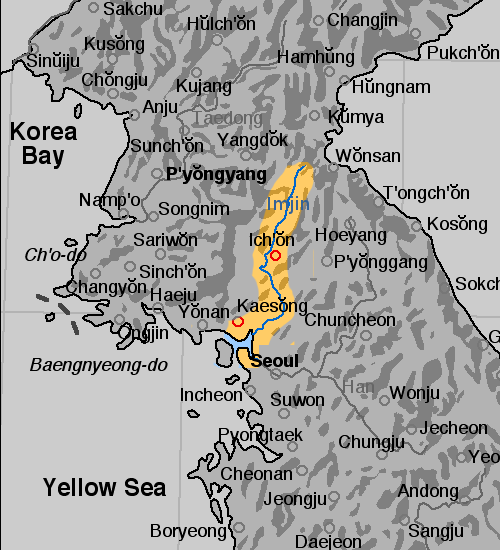
임진강의 위치

##### 1월 19일
임진강과 남방한계선을 넘은 김신조와 그 일당은 혹한기로 인해 땅이 얼어붙어 잘 파지지 않자, 볕이 잘 드는 곳에서 휴식하기로 결정하고 파주 법원리 초리골 삼봉산에서 휴식을 취하고 있었다. 그러던 중 나무꾼인 우씨 4형제와 마주치게 되었는데 작전 중 마주친 민간인에 대해서는 사살하는 것이 그들의 원칙이었으나, 북한에서 받은 사상교육에 남한 주민은 북한보다 못 살기에 도와주어야한다는 내용이 있었기에 사살을 망설이는 인원이 있었다. 그들의 의견은 쉽게 모아지지 않았고, 결국 작전 중 마주친 우씨 4형제를 죽일지 말지에 대해 북한 상부에 무전을 해 결심을 요구했다. 이후에 밝혀진 바에 따르면 당시 북한 상부의 결정은 '원대복귀', 즉 "작전 전면 취소"였으나 당시 김신조를 포함한 31명 중 그 누구도 암호를 해독할 줄 몰랐기에, 상부로부터 돌아온 무전상의 답변의 내용을 해석해내지 못했다. 상부의 답을 해석해내지 못한 김신조와 그 일당은, 결국 투표를 진행했고 이들을 살려주기로 결정하였다. 이들이 살려준 나무꾼 우씨 4형제는 그 길로 파출소에 달려가 신고, 대한민국에는 경계태세가 발령되었다.

#### 서울 도착과 생포

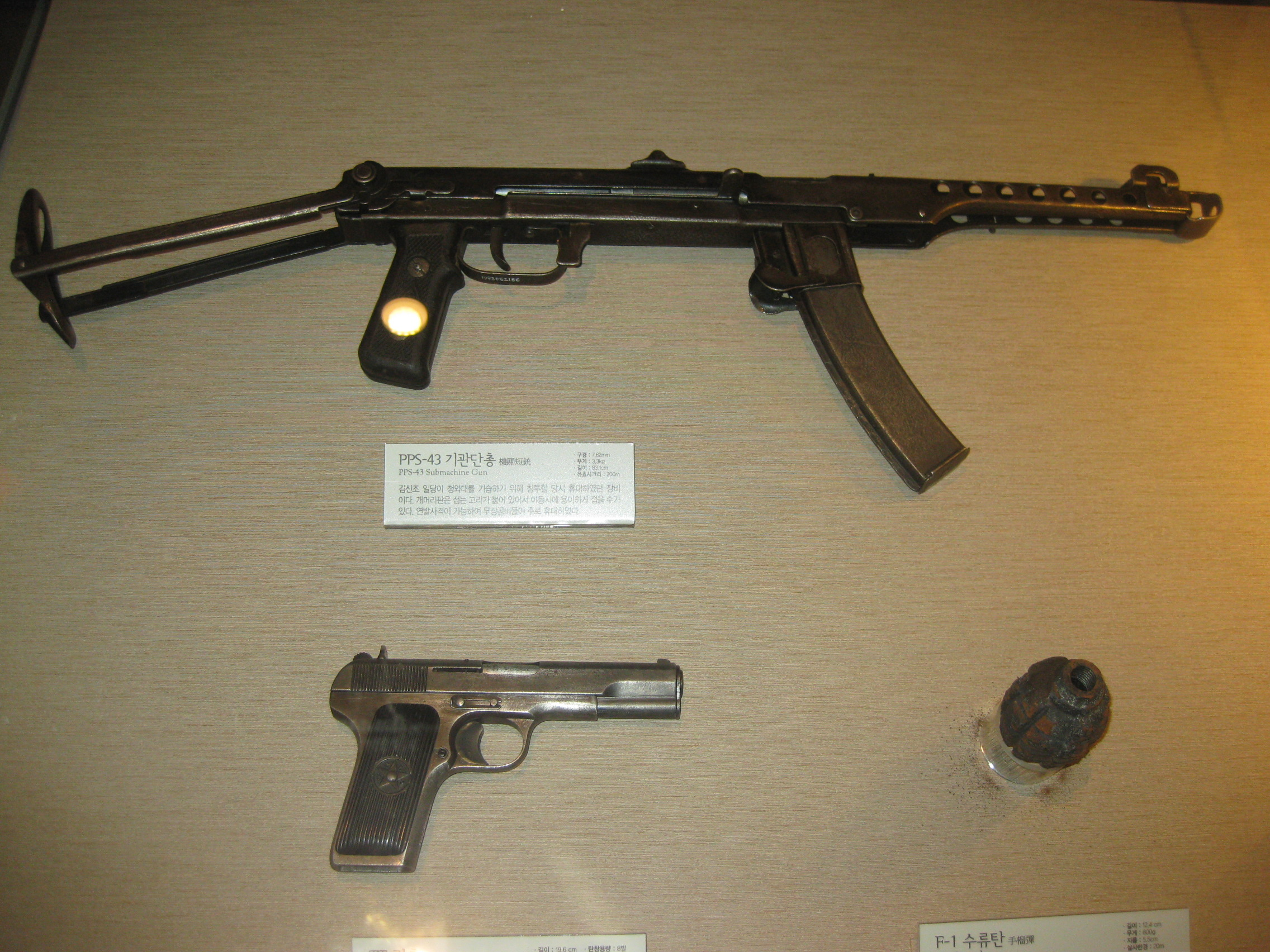
1·21사태 당시 김신조가 사용했던 무기

##### 1월 21일
김신조 일당은 30kg에 달하는 군장을 매고도 산악을 10km/h정도의 속도로 빠르게 이동했기에 삼엄한 경계태세 속에서도 발견되지 않았다. 1월 21일 북악산에 도착한 김신조와 그 일당은 코트로 옷을 갈아입고 서울로 입성했다. 그러나, 청와대를 약 300m 남겨두고 최규식 당시 종로경찰서장과 마주친다. 수상함을 감지한 최규식이 김신조 일당을 포박하려고 시도하던 중, 당시 상황과 무관했던 1813번 버스가 근처로 다가왔고 이를 군병력으로 오해한 김신조의 일당은 궁지에 몰렸다고 판단, 품에 숨겨둔 기관단총을 꺼내 사격했으나, 김신조는 사격하지 않았다. 김신조 본인의 임무는 박정희 대통령의 암살이지 민간인과 군병력 사살이 아니라고 생각했기 때문이었다. 이후 124군부대는 뿔뿔히 흩어져 도주했고, 김신조 또한 흩어져 산속에 은신했다.

##### 1월 22일
22일 새벽 01시 30분경, 김신조는 인왕산을 넘어 도주하던 중 종로구 부암동 세검정에서 국군에게 포위되어 바위 뒤에 숨었다. 국군은 바위를 향해 위협사격을 했고, 김신조는 휴대한 유일한 무기인 자폭용 수류탄을 손에 쥔채 자결을 고민한다. 이 때 스스로에게 '나는 누구인가?'라는 질문이 떠올랐다고 하며, 동시에 살고 싶다는 생각이 들어 국군에게 두 손을 들고 투항했다.

#### 생포 이후
1968년 1월 21일 청와대를 습격(1·21 사태)하려던 조선민주주의인민공화국 민족보위성 정찰국 소속 124군부대 무장공비 31명 중에 김신조만이 유일한 투항자이자 생포자였다. 이후 기자들 앞에 모습을 드러낸 김신조는 청와대를 습격한 이유에 대한 질문에 박정희 대통령을 암살하고 주요 간부를 총살하라는 임무를 받았기 때문이라고 답했다. 하지만 이후 북한 측은 특수부대 남파사실을 부인했고 북한측이 그가 누군지 모른다고 부정했다는 것을 전해들은 김신조는 귀순을 결정했다.

### 귀순 이후
중앙정보부 주선으로 건설회사에 취직했고 12년 다니다 퇴사했다. 이후 서울침례회신학교(現 베뢰아국제대학원대학교)에서 침례교 신학을 전공하고 학사 학위를 취득한 후에는 목사가 되었다. 처음 교회에 나가게 된 건 배우자의 권유였으며, 교회에 가보니 마음이 편해져서 계속 다니게 됐고 목사의 길을 걷게 되었다고 증언한다. 나중에는 개명도 했는데, 80년대의 반공교육 탓에 초등학생이던 자녀들이 ‘아빠 이름이 교과서에 나온다’며 싫어했기에 지금의 이름인 김재현(金在現)으로 개명하게 된 것이라고 한다.
2025년 4월 9일 새벽, 83세의 나이로 사망했다.

## 기타
- 1·21사태의 주범인 무장공비 31명 중, 김신조만이 '유일한 투항자이자 생포자'였기에 기자회견을 통해 국민들에게 모습을 비춘 건 김신조가 유일했다. 그렇기에 그의 이름을 따 1·21사태를 김신조 사건이라고 부르기도 한다.
- 1·21사태 당시 국군과의 교전 중에도 김신조는 휴대했던 무기(기관총, 권총, 실탄 350발, 수류탄 14개)를 하나도 사용하지 않았는데. 그 이유는 작전 목적이 박정희 대통령의 암살이지. 대한민국 국군과 민간인 사살이 아니라고 생각했기 때문이라고 한다.[5]
- 서울특별시청이 2019년 은평구 녹번동에 서울기록원을 개원하기 전까지 한동안 경상북도 청도군 화양읍 범곡리 청도군청 옆에 문서고를 두었던 계기가 바로 김신조 사건이다.

## 출연한 방송
- 2015년 - 《시사병법》, 채널A
- 2020년 - 《꼬리에 꼬리를 무는 그날 이야기 시즌 1》, SBS
- 2021년 - 《이제 만나러 갑니다》, 채널A

## 문화에 나타난 김신조[7]

### 드라마
- 1995년 - 《코리아게이트》, SBS (성동일)
- 2005년 - 《영웅시대》, MBC (백동현)

## 저서
- 《나의 슬픈 역사를 말한다》(김신조 저, 동아출판사, 1994.10.01) ISBN 8900032828

## 같이 보기
- 1·21 사태
- 박정희
- 간첩
- 최규식 (경찰관)
- 귀순

## 참고자료
- 김성호. 《그 후의 소식:1.21사태 20년-교회집사 김신조의 삶.》(북한연구소,1988)